# Henry Clarke
Pour les articles homonymes, voir Clarke.
Henry Clarke est un photographe de mode américain né le 16 décembre 1918 à Los Angeles et mort à Cannes le 26 avril 1996,, surtout reconnu pour ces images publiées dans différentes éditions du magazine Vogue avec lesquelles il sera en contrat après la Seconde Guerre mondiale durant plusieurs décennies.

## Biographie
Henry Clarke est le fils d'immigrés irlandais installés en Californie. Après un premier travail d'étalagiste puis de responsable des vitrines dans des grands magasins de la côte Ouest, il décide de traverser les États-Unis pour rejoindre New York où il va découvrir la photographie.
Il commence à travailler à la fin des années 1940 comme accessoiriste dans les studios photos de Vogue à New York ; il côtoie Horst P. Horst, Irving Penn et Cecil Beaton.
Ce dernier photographiant Dorian Leigh donne goût à Henry Clarke, alors assistant, de se consacrer à la photographie,,. Il apprend à se servir d'un Rolleiflex prêté par Claire Mallison la directrice du studio, et présente ses réalisations à Alexander Liberman. Celui-ci l’envoie suivre des cours de photographie à l'université New School for Social Research, entre autres avec Alexey Brodovitch ; il commence à travailler pour la presse américaine : dès 1948, ses premières photographies sont publiées dans Kaleidoscope of American Fashion, nouvelle et éphémère revue.

### Paris
Il s'installe à Paris après la Seconde Guerre mondiale, en 1949, aidé par Robert Randall qui lui fait découvrir le monde de la mode parisienne. Tel William Klein, il sera surnommé « le plus parisien des photographes américains », et va renouveler, dès ses premières années de métier, le style de la photographie de mode d'après Guerre, au même titre que Richard Avedon et Irving Penn.
Depuis quelques années, Paris est redevenue la capitale de la mode et de la haute couture. Condé Nast souhaite donner à l'édition française tous les moyens de retrouver « une place de choix ».
Après quelques collaborations avec les magazines Fémina, l'Album du Figaro, et le Harper's Bazaar, anglais, Henry Clarke obtient un contrat d'exclusivité avec les éditions Condé Nast. Il travaillera pour trois éditions durant près de trente ans : le Vogue France, au départ avec Michel de Brunhoff, Vogue US alors sous la responsabilité de Alexander Liberman, et le British Vogue. À l'apogée de sa carrière, il passera une partie de son contrat à la fin des années 1960 au Vogue américain, composée de plusieurs années de collaborations avec la rédactrice en chef Diana Vreeland. Les transports aériens sont en plein développement, le monde est plus facilement accessible. Certaines de ses publications de l'époque, réalisées dans divers endroits de la planète, souvent ensoleillés, peuvent aller jusqu'à 20 pages. Ceci marquera le départ d'une longue tradition de photographies de mode réalisées partout dans le monde.
En 1973, Henry Clarke s'éloigne du domaine de la mode pour photographier de grandes demeures : ses images sont publiées dans le supplément féminin du Figaro Madame Figaro, Maison & Jardin, House & Garden, Connaissance des Arts, et Vogue Paris de nouveau.
Il est en activité jusqu'en 1991, et reçoit la « Médaille de vermeil » de la ville de Paris deux ans plus tard.
Il meurt le 26 avril 1996, d'une leucémie dans la région de Cannes. Il restera connu pour ses images de femmes élégantes, sophistiquées, raffinées, féminines le plus souvent dans des décors simples ou minimalistes et en noir et blanc, ainsi que ses portraits de personnalités. Le photographe fait don de l'ensemble de son œuvre personnelle, plusieurs milliers de documents, ainsi qu'un exemplaire du notable album, recueil d'illustrations, Les Choses de Paul Poiret vues par Georges Lepape ; ses archives se trouvent au Musée Galliera à Paris.

### Photographies notables

#### Couturiers
Durant sa carrière, il photographie les créations de couturiers tel Madeleine de Rauch, Jacques Griffe, Pucci ou Cardin plus tard. À ses débuts, Balenciaga, en plein succès, est un couturier très présent dans les photographies d'Henry Clarke.
En 1950, Elsa Schiaparelli, Dior, ainsi que Balenciaga publié dans le numéro d'avril de L'Album du Figaro, magazine pour lequel il réalisera de nombreuses photos ; Balmain avec le mannequin français Bettina la même année. Il photographie de nouveau, pour le British Vogue, Bettina habillée en Lanvin, un portrait intitulé Chapeau plume pour Balenciaga en 1953, Jean Patou pour le Vogue français l'année suivante. Dorian Leigh dans une robe de Jacques Heim, sans doute l'une de ses photos les plus remarquée, puis Leigh en Givenchy durant l'année 1955, Madame Grès, le fameux tailleur Chanel la même année. Suivront plusieurs photos de Dovima habillée par Jacques Fath en 1956, Guy Laroche en 1958, Givenchy, et Dior encore, en 1959…
Dior toujours, Maggy Rouff, ou Nina Ricci en 1960, puis Suzy Parker et le tailleur Chanel pour le British Vogue de la même année, et Madame Grès une fois de plus en 1961.

#### Portraits
Pour Vogue France, il fera les portraits de Sophia Loren, Anouk Aimée (1963 et 1965), ou Catherine Deneuve.
Mais également Cristobal Balenciaga en 1952, Anna Magnani, Coco Chanel en 1954, Sophia Loren, Carmen de Tommaso, Cayetana Fitz-James Stuart la duchesse d'Albe, Wallis Simpson la duchesse de Windsor, Marella Agnelli, Robin Duke, Maria Callas, et Veruschka pour le Vogue britannique de septembre 1965, Marisa Berenson en 1968 ou Monica Vitti pour le Vogue Paris de février 1969.

#### Vogue
Durant les années 1950, les mannequins Capucine, Anne Saint-Marie, Suzy Parker, Fiona Campbell-Walter, Ivy Nicholson, Dovima, Bettina ou Victoire, apparaissent régulièrement sur les photographies de Clarke,. Il signe, entre autres, les couverture de juillet 1954, septembre, octobre, et novembre 1955 de Vogue.
En Italie, il réalise pour le numéro de septembre 1963 la photo de la comtesse Volpi avec un guépard en laisse.
Twiggy est en couverture en France du numéro de mai 1967 de Vogue,.
Il photographie en septembre 1967 à Saint-Jean-Cap-Ferrat Elizabeth Taylor et Richard Burton, puis Benedetta Barzini en 1968 pour le Vogue américain. Il fait encore une couverture pour Vogue en avril 1972.